# Icchak Szlosberg
Icchak Szlosberg (hebr. ‏יצחק שלוסברג‎, niem. Jitzchak Schlosberg; ur. w 1877 w Petersburgu, zm. 5 listopada 1930 w Warszawie) – żydowski dyrygent, aranżer i kompozytor.

## Życiorys
Urodził się w Petersburgu w muzycznej rodzinie, jego ojciec – Arie Lejba Szlosberg i dziadek byli kantorami. Jako trzynastolatek wraz z rodzicami przybył do Wilna, gdzie zaczął pobierać lekcje muzyki w chórze Mowszy Dargużańskiego. Rozpoczął karierę, pomimo sprzeciwu ojca, który uważał, że syn nie powinien wybierać trudnego zawodu kantora. Kilka lat później Icchak wyjechał do Warszawy na studia w Konserwatorium Muzycznym. Utrzymywał się z udzielania korepetycji w muzyce. Z czasem zaczął pracować jako dyrygent chóru synagogalnego.
W następnych latach dyrygował orkiestrami w żydowskich wędrownych zespołach teatralnych, operetkowych i dramatycznych w Polsce, głównie w Łodzi i Warszawie, m.in. u Abrahama Fiszzona. Następnie osiadł na stałe w stolicy Polski i w 1919 r. został dyrygentem chóru w Głównej Synagodze na Tłomackiem. Przez pewien okres prowadził chór w synagodze Synaj. Pracował także w teatrach żydowskich, m.in. przez kilka lat kierował orkiestrą w teatrze Abrahama Kamińskiego.
Jako kompozytor cieszył się dużym uznaniem. Tworzył muzykę do sztuk teatralnych używając starych żydowskich brzmień, wystawianych przez Abrahama Kamińskiego oraz przez takie teatry, jak Wilner Trupe i Warszawski Żydowski Teatr Artystyczny (jid. Warszewer Jidiszer Kunst Teater). Podobno przygotował muzykę do 80 operetek, które grywały grupy teatralne nie tylko w miastach Polski, lecz także na Ukrainie, w Rosji i Stanach Zjednoczonych. Napisał oryginalną muzykę m.in. do operetki „Hanke” M. Borejszy oraz Jakuba Waksmana „Der libling fun frojen, Malwinke wil azoj” i „Di szejne Berta”, sztuki Sz. Asza „Amnon un Ramar”, J. Lateinera „Jom ha hupa”, J. Gordina „Got, mencz un tajwl”. Komponował także utwory dla synagogi. Jeden z nich, „Recah”, wykonywał na koncertach muzyki religijnej kantor Gerszon Sirota. Podczas ostatnich lat swojego życia popadł w alkoholizm.

## Życie prywatne
Był żonaty z Sonią, mieli syna - Romana.